# غريغ أنتوني
غريغ أنتوني (بالإنجليزية: Greg Anthony)‏ مواليد 15 نوفمبر 1967 في لاس فيغاس، هو لاعب كرة سلة أمريكي سابق بدأ مسيرته الاحترافية في سنة 1991 وحمل الرقم 2 و50. يبلغ طوله 6 قدم 0 بوصة (1.8 م). اعتزل اللعب في 2002.

## فرق لعب لها
- نيويورك نيكس
- بورتلاند ترايل بلايزرز
- شيكاغو بولز
- ميلووكي باكز

## روابط خارجية
- غريغ أنتوني على موقع إن بي أي (الإنجليزية)
- غريغ أنتوني على موقع سبورتس رفرنس (الإنجليزية)
- غريغ أنتوني على موقع كرة السلة الأوروبية.كوم (الإنجليزية)
- غريغ أنتوني على موقع كلية كرة السلة في سبورتس رفرنس.كوم (الإنجليزية)
- غريغ أنتوني على موقع ريلجم (الإنجليزية)
- غريغ أنتوني على موقع بروبوليرز (الإنجليزية)